# Multisystemische Dysfunktion der glatten Muskeln
Die Multisystemische Dysfunktion der glatten Muskeln (MSMDS) ist eine sehr seltene angeborene Erkrankung mit den Hauptmerkmalen weitgestellte Pupillen (Mydriasis), Herzfehler (Persistierender Ductus arteriosus), Aussackung der Hauptschlagader in der Brust (Thorakales Aortenaneurysma) und weiteren Gefässerkrankungen (Vaskulopathie).
Synonyme sind: MSMD-Syndrom; MSMDS; englisch Multisystemic smooth muscle dysfunction syndrome; Congenital mydriasis, patent ductus arteriosus, thoracic aortic aneurysm, and vasculopathy
Die Erstbeschreibung stammt aus dem Jahre 1999 durch die australische Humangenetikerin Leslie C. Adès und Mitarbeiter, die Charakterisierung als Syndrom erfolgte im Jahre 2010 durch die US-amerikanische Ärztin Dianna M. Milewicz und Mitarbeiter.

## Verbreitung
Die Häufigkeit wird mit unter 1 zu 1.000.000 angegeben, Die Vererbung erfolgt autosomal-dominant.

## Ursache
Der Erkrankung liegen Nonsens-Mutationen im ACTA2-Gen auf Chromosom 10 Genort q23.31 zugrunde, welches für glattmuskuläres α-Aktin der Aorta kodiert.

## Klinische Erscheinungen
Klinische Kriterien sind:
- Manifestation kurz nach Geburt
- zerebrovaskuläre Störungen
- Veränderungen der Aorta
- verminderte Darmperistaltik
- verminderter Muskeltonus der Harnblase
- pulmonaler Hochdruck
- mäßig erweiterte, nicht auf Licht reagierende Pupillen
- großer persistierender Ductus arteriosus (PDA)

Die Kombination eines großen PDA mit Mydriasis sollte zur Verdachtsdiagnose einer ACTA2-Mutation führen.